# الدوري الكويتي لكرة الصالات
الدوري الكويتي لكرة الصالات هي بطولة رياضية لكرة الصالات انطلقت في الكويت لأول مرة عام 2009، وكان فريق نادي اليرموك هو من فاز بالنسخة الأولى من هذه البطولة خلال موسم عام 2009-2010. 

## الفائزون
| الموسم    | الفريق الفائز           |
| --------- | ----------------------- |
| 2009-2010 | نادي اليرموك            |
| 2010-2011 | نادي اليرموك            |
| 2011-2012 | نادي السالمية           |
| 2012-2013 | نادي القادسية           |
| 2013-2014 | نادي القادسية           |
| 2014-2015 | نادي كاظمة              |
| 2015-2016 | نادي كاظمة              |
| 2016-2017 | نادي كاظمة              |
| 2017-2018 | نادي كاظمة              |
| 2018-2019 | نادي كاظمة              |
| 2019-2020 | ألغيت بسبب جائحة كورونا |
| 2020-2021 | نادي الكويت             |
| 2021-2022 | نادي الكويت             |
| 2022-2023 | نادي الكويت             |
| 2023-2024 | نادي الكويت             |
| 2024-2025 | نادي كاظمة              |

## ترتيب الفرق الأكثر تتويجا
| الترتيب | اسم الفريق    | عدد مرات التتويج |
| ------- | ------------- | ---------------- |
| 1       | نادي الكويت   | 6 مرات           |
| 2       | نادي كاظمة    | 4 مرات           |
| 3       | نادي القادسية | مرتان            |
| 3       | نادي اليرموك  | مرتان            |
| 4       | نادي السالمية | مرة واحدة        |

## المواسم

### موسم 2009-10
تُوج نادي اليرموك بطلًا للنُسخة الأولى من بطولة الدوري الكويتي لكرة الصالات بعد فوزه على فريق نادي الشباب بنتيجة 9-4 في المباراة النهائية التي جمعتهما، والتي أقيمت على صالة نادي كاظمة اليرموك بمنطقة مشرف، ليحقق نادي اليرموك بذلك أول لقب في تاريخ البطولة، على حين احتل نادي الشباب المركز الثاني في البطولة، وحل نادي الفحيحيل في المركز الثالث، بينما احتل نادي القادسية المركز الرابع.

### موسم 2020-21
تُوج نادي الكويت بطلًا للنُسخة الحادية عشرة من بطولة الدوري الكويتي لكرة الصالات بعد فوزه على نادي اليرموك في مباراة ذهاب الدور النهائي للبطولة بركلات الترجيح بنتيجة 5-3 بعدما انتهى الوقت الأصلي للمباراة بتعادل الفريقين بنتيجة 2-2، ثُم عاد فريق نادي الكويت ليفوز على فريق نادي اليرموك من جديد في مباراة الإياب بنتيجة 7-3، ليحقق نادي الكويت بذلك لقبه الثالث في تاريخ مُشاركاته في البطولة.

### موسم 2022-23
تُوج نادي الكويت بطلًا للنُسخة الثالثة عشرة من بطولة الدوري الكويتي لكرة الصالات بعد فوزه على نادي كاظمة في مباراة ذهاب الدور النهائي للبطولة بنتيجة 6-3، ثُم عاد فريق نادي الكويت ليفوز على فريق نادي كاظمة من جديد بنتيجة 5-4 في مباراة إياب الدور النهائي للبطولة، والتي أقيمت على صالة نادي الكويت، ليحقق نادي الكويت بذلك لقبه الثالث على التوالي، والخامس في تاريخ مُشاركاته في البطولة، على حين احتل نادي كاظمة المركز الثاني في البطولة، وحل النادي العربي في المركز الثالث.

### موسم 2023-24
تُوج نادي الكويت بطلًا للنُسخة الرابعة عشرة من بطولة الدوري الكويتي لكرة الصالات بعد فوزه على نادي كاظمة في مباراة ذهاب الدور النهائي للبطولة بركلات الترجيح بنتيجة 6-5، ثُم عاد فريق نادي الكويت ليفوز على فريق نادي كاظمة من جديد بنتيجة 9-4 في مباراة إياب الدور النهائي للبطولة، والتي أقيمت على صالة نادي النصر، ليحقق نادي الكويت بذلك لقبه الرابع على التوالي، والسادس في تاريخ مُشاركاته في البطولة، على حين احتل نادي كاظمة المركز الثاني في البطولة، وحل نادي التضامن في المركز الثالث.

### موسم 2024-25
تُوج نادي كاظمة بطلًا للنُسخة الخامسة عشرة من بطولة الدوري الكويتي لكرة الصالات بعد تفوقه بصدارة الدور التمهيدي للبطولة. كان فريق نادي كاظمة قد تعادل مع فريق نادي الكويت بنتيجة 3-3 في المباراة النهائية التي جمعتهما، والتي أقيمت على صالة يوسف الشاهين بنادي كاظمة، ثُمّ حسم لقب البطولة لصالح نادي كاظمة بأفضلية تصدر الدور التمهيدي ليحقق نادي كاظمة بذلك لقبه الرابع في تاريخ مُشاركاته في البطولة، على حين احتل نادي الكويت المركز الثاني في البطولة، وحل نادي التضامن في المركز الثالث.